# جانلوکا گرینیانی
جیانلوکا گرینیانی (به انگلیسی: Gianluca Grignani)(متولد: ۷ آوریل ۱۹۷۲) خواننده و ترانه‌سرای ایتالیایی است.